# Mauricio en los Juegos Paralímpicos de Tokio 2020
Mauricio estuvo representado en los Juegos Paralímpicos de Tokio 2020 por cuatro deportistas, tres mujeres y un hombre. El equipo paralímpico mauriciano no obtuvo ninguna medalla en estos Juegos.